# Mutîciv, Ripkî
Mutîciv (în ucraineană Мутичів) este un sat în comuna Danîci din raionul Ripkî, regiunea Cernihiv, Ucraina.

## Demografie
Componența lingvistică a localității Mutîciv
     Ucraineană (100%)
Conform recensământului din 2001, toată populația localității Mutîciv era vorbitoare de ucraineană (100%).